# Bagnoli del Trigno
Bagnoli del Trigno ist eine italienische Gemeinde (comune) mit 610 Einwohnern (Stand 31. Dezember 2024) in der Provinz Isernia in der Region Molise. Die Gemeinde liegt etwa 22 Kilometer nordöstlich von Isernia am Trigno und grenzt unmittelbar an die Provinz Campobasso.